# 東京勁舞娃娃
東京勁舞娃娃（東京パフォーマンスドール、Tokyo Performance Doll）簡稱為或TPD。
第一期活躍於1990年代前半的日本女性流行音樂舞蹈團體。90年代中期曾在中国设立过姐妹团“上海劲舞娃娃” （Shanghai Performance Doll）。
第二期2013年6月，重新招募出發。2021年9月26日無限期中止活動。

## 第一期（1990年 - 1996年）

### 成員

#### 代表成員
最具代表性的為以下7位所編成的團體。
- 木原知美（日语：木原さとみ）（領隊）
- 米光美保（日语：米光美保）
- 篠原涼子
- 川村知砂（日语：川村知砂）
- 市井由理（日语：市井由理）
- 穴井夕子（日语：穴井夕子）
- 八木田麻衣（日语：八木田麻衣）

篠原涼子現在以藝人、演員身分活躍於廣告代言與電視劇。
米光美保在獨立唱片公司下繼續歌手活動。
市井由理後來成為EAST END×YURI的主唱。
穴井夕子和職業高球手橫田真一結婚，以藝人身分活動。

#### 演唱成員
在演唱錄影帶等時候介紹過的成員
- 木伏夏子（1994年9月晉升為前任成員，1995年10月畢業）
- 櫃割香奈子（1994年9月晉升為前線成員，1995年10月離職）
- 島津志穗（日语：瑞紀志穂）（1994年9月晉升為前線成員，1995年4月離職）
- 関ひろみ（1994年9月晉升為前任成員，1995年10月畢業）
- 中川雅子（日语：中川雅子）
- 岩名美紗子（日语：岩名美紗子）
- 藤本佐織
- 篠原禮
- 名取美穗（1995年10月離職）
- 大藤史（日语：大藤史）
- 東亞佐美（1995年10月畢業，作為創作歌手發行了4首單曲）
- 新井雅（南青山少女歌劇團（日语：南青山少女歌劇団）過去成員）

#### 團體內組合
- （Golbies） ＝ 木原知美、篠原涼子、川村知砂
- 原宿ジェンヌ ＝ 篠原涼子、川村知砂
- UL-SAYS ＝ 米光美保、篠原涼子、穴井夕子
- ViVA! ＝ 市井由理、穴井夕子、八木田麻衣
- （火焰娃娃） ＝ 木伏夏子、櫃割香奈子、関ひろみ、島津志穗
- TWO TOPS ＝ 木伏夏子、櫃割香奈子
- Les,TPD ＝ 川村知砂、木伏夏子、櫃割香奈子、関ひろみ
- 米光倶楽部 ＝ 米光美保、關根勤、伊集院光（日本電視台『HYU2』節目的企畫組合）

其他非正式組合有，加上米光的『重戰車』、木原和米光搭檔稱為『LUNAR』。

#### 研修生
仲間由紀惠、德永愛曾以研修生身份加入。

### 相關書籍
- （学研、1993年8月）
- TPD in the case （ソニー・マガジンズ、1995年3月）

### 相關團體
- 大阪勁舞娃娃（日语：大阪パフォーマンスドール）
- 上海勁舞娃娃

### 相關人物
- 中村龍史（日语：中村龍史）（製作人（構成、舞步、演出））
- 工藤順子（日语：工藤順子）（作品提供）
- 久保浩二（久保こーじ）（作品提供：COZY名義）
- 小室哲哉（作品提供）
- Thousand Sketches（作品提供）
- T.Tashiro-MST（作品提供）
- in Voice（作品提供）
- 前田たかひろ（日语：前田たかひろ）（作品提供）
- HAPPO（日语：HAPPO）（作品提供）

## 第二期（2013年 - 2021年）
2013年由全國試鏡選拔10人組成。同年8月15日開始，CBGK Sibugeki !!“PLAY x LIVE”1 x 0“（逐個零）表演，融合了劇院和現場。

### 出版物

#### 連載
- B.L.T.（2014年12月号/10月24日発売 - 2016年8月号/6月24日発売、東京ニュース通信社）

### 関連人物
- ウォーリー木下 - 楽曲提供（作詞）、舞台演出
- 藤林聖子 - 楽曲提供（作詞）
- 渡辺徹 - 楽曲提供（作曲）
- 江口亮 - 楽曲提供（編曲）
- 林希 - 振付
- 竹下宏太郎 - 振付、舞台共演
- 北迫秀明 - 衣装
- 板倉チヒロ - 舞台共演